# Société des Beaux-arts de Caen
La société des Beaux-arts de Caen est une société savante créée en 1855 et basée à Caen. Elle est spécialisée dans les domaines de l'archéologie et des Beaux-arts.

## Histoire
La société est fondée le 10 mars 1855 à Caen sous la présidence du professeur de littérature française à l'université de Caen Célestin Hippeau. Elle a été inspirée par le philanthrope et agronome caennais Pierre-Aimé Lair (1759-1853). Celui-ci a « contribué à la renaissance de l'Académie des sciences, arts et belles-lettres et à la fondation de l'académie d'agriculture ». Il décide de « réunir avec les artistes de la ville de Caen un assez grand nombre de personnes préoccupées comme lui du besoin de donner au pays tous les développements qu'il comporte ». Mais il ne peut terminer son entreprise car il décède en 1853. Son idée est reprise et aboutit à la création de la société en 1855.
Lors de la réunion de constitution dans le pavillon des sociétés savantes, soixante membres sont présents et actent dans l'article 1er des statuts : « Il est établi à Caen sous le titre de Société des Beaux Arts une association dont le but est d'entretenir et de propager dans le département du Calvados et particulièrement dans la ville de Caen le goût et l'étude des Beaux arts ». Dans ses membres fondateurs, on retrouve Arcisse de Caumont, François-Gabriel Bertrand, Georges Bouet, Eugène-René Poubelle et Edmond Bacot. Le premier président de la société est le maire de l'époque, François-Gabriel Bertrand.
| Identité                                | Période          | Période          | Durée                      |
| Identité                                | Début            | Fin              | Durée                      |
| --------------------------------------- | ---------------- | ---------------- | -------------------------- |
| François-Gabriel Bertrand (1797 - 1875) | 10 mars 1855     | 8 décembre 1871  | 16 ans, 8 mois et 28 jours |
| David Beaujour (d) (1815 - 1896)        | 8 décembre 1871  | 10 décembre 1886 | 15 ans et 2 jours          |
| Victor Tesnière (d) (1821 - 1904)       | 10 décembre 1886 | 11 janvier 1889  | 2 ans, 1 mois et 1 jour    |
| Armand Gasté (1838 - 1902)              | 11 janvier 1889  | 12 décembre 1890 | 1 an, 11 mois et 1 jour    |
| Victor Tesnière (d) (1821 - 1904)       | 12 décembre 1890 | 9 décembre 1892  | 1 an, 11 mois et 27 jours  |
| Jules Carlez (d) (1836 - 1922)          | 9 décembre 1892  | 14 décembre 1894 | 2 ans et 5 jours           |
| Armand Gasté (1838 - 1902)              | 14 décembre 1894 | 11 décembre 1896 | 1 an, 11 mois et 27 jours  |
| Émile Travers (1840 - 1913)             | 11 décembre 1896 | 9 décembre 1898  | 1 an, 11 mois et 28 jours  |
| Gaston Lavalley (1834 - 1922)           | 8 décembre 1898  | 11 janvier 1901  | 2 ans, 1 mois et 3 jours   |
| Auguste Le Roy (d)                      | 11 janvier 1901  | 12 décembre 1902 | 1 an, 11 mois et 1 jour    |

## Activités
La société édite le Bulletin de la Société des Beaux-arts de Caen. Le premier volume sort en 1856. Lors de sa séance du 11 mai 1855, la société décide « que tous les ans un prix sera offert par elle à l'élève qui se sera le plus distingué dans une des branches des arts du dessin qui sont enseignées dans l'école municipale de Caen ».